# Helmut Storch
Helmut Storch (* 1. August 1912; † Juli 2005 in Verden-Dauelsen) war ein deutscher Tierpfleger und Naturschützer. Er war zunächst ehrenamtlicher Mitarbeiter der Vogelwarte Helgoland.
Im Jahr 1960 begann er sich gemeinsam mit seiner Ehefrau um Weißstörche im Landkreis Verden zu kümmern. Im Zuge des Aufbaus der ersten deutschen Storchenpflegestation im Verdener Stadtteil Eitze beauftragte man ihn 1962 mit der Beringung der Vögel. 1971 verlegte er die Station in den Stadtteil Dauelsen, wo sie vollständig aus Eigenmitteln auf einem weitläufigen Grundstück erschlossenen Baulandes neu errichtet und – behördlich anerkannt – als Niedersächsische Storch-Pflegestation betrieben wurde. Drei Jahre später gewährte das Land Niedersachsen erstmals einen Zuschuss zu den Futterkosten – eine wichtige finanzielle Stütze blieben jedoch immer Privatspenden. Im Laufe der Jahrzehnte pflegte er hunderte kranker und verletzter Störche, die in der Station abgegeben werden konnten. Gleichzeitig betreute und beringte er auch weiterhin wildlebende Tiere, womit er sich große Verdienste um die Bestandserhaltung in der Weser-Aller-Region erwarb. Storch beriet Interessierte über alle Aspekte der Unterstützung, vom Aufstellen einzelner Nisthilfen bis hin zum korrekten Umgang mit gefundenen kranken Tieren. Auch bei Wiederansiedlungsprojekten im Ausland konsultierte man ihn als Experten. 
Helmut Storch wurde zu einem Verdener Original und genoss in der Bevölkerung große Beliebtheit. Im Juli 2002 gab er die Storchenstation nach 40 Jahren aus gesundheitlichen Gründen auf. Wie bereits langfristig geplant, übernahm die 1992 gegründete Storchenpflegestation Wesermarsch in Berne die Betreuung der letzten acht Pflegestörche, die zum Teil schon viele Jahre in der Obhut des Tierschützers gelebt hatten. Er war mit Gerda Storch verheiratet. Kurz vor seinem 93. Geburtstag starb er im Sommer 2005.

## Auszeichnungen
- 1986: „Goldenes Ehrenzeichen“ des Deutschen Bundes für Vogelschutz (gemeinsam mit seiner Ehefrau)
- 1991: Ehrenmitglied des NABU-Kreisverbandes Verden (gemeinsam mit seiner Ehefrau)
- 1993: Einladung des niedersächsischen Ministerpräsidenten Gerhard Schröder zu einem „Arbeitsessen“ im Leineschloss (gemeinsam mit seiner Ehefrau)
- 2002: Glückwunschschreiben des niedersächsischen Umweltministers Wolfgang Jüttner zum 90. Geburtstag mit Danksagung für sein Lebenswerk

## Publikationen
- 1981: Ein kleines Storchenparadies. Weißstörche im Kreise Verden und in der Niedersächsischen Storch-Pflegestation (broschiert)

- erweiterte Ausgaben 1984 und 1986

- 1991: Zum 30. Geburtstag von Storch Hansi